# لا شيء سوى القلب الوحيد (تشايكوفسكي)

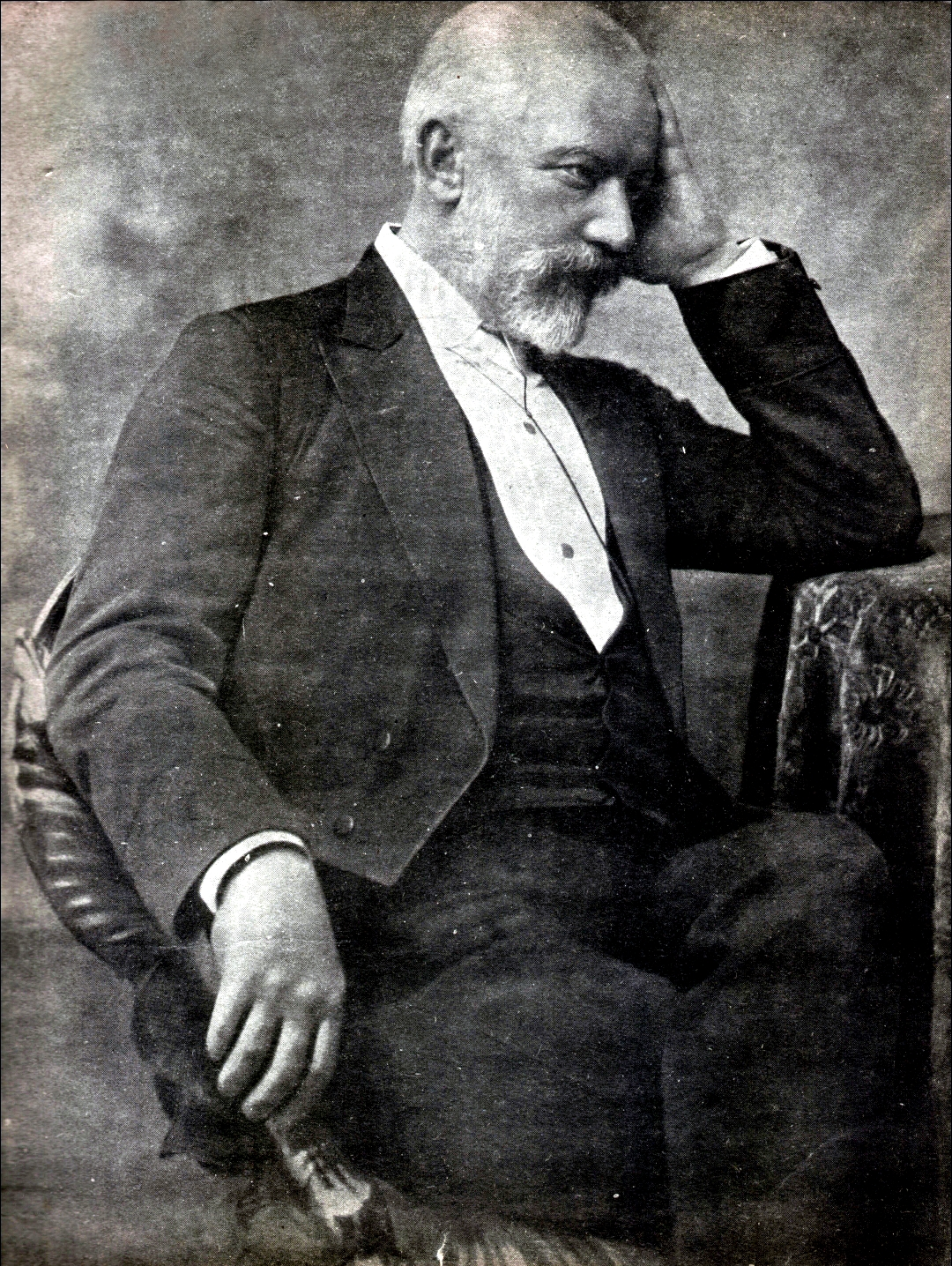
بيتر إليتش تشايكوفسكي (1993).

لا شيء سوى القلب الوحيد هي أحد أعمال بيتر إليتش تشايكوفسكي الموسيقية، أصدرت في أواخر عام 1869 بتأليف مجموعة من ستة رومانسيات (Op. 6)؛ آخر هذه الأغاني هي الموسيقى السوداوية «لا شيء سوى القلب الوحيد» (بالروسية: Нет, только тот, кто знал, Net, tol'ko tot, kto znal)، وهي عبارة عن قصيدة ليف مي «أغنية هاربيست»، والتي بدورها تمت ترجمتها من يوهان غوته في سنوات تعلم فلهلم مايستر.
خصص تشايكوفسكي هذه القطعة لألينا خفوستوفا. تم عرض الأغنية لأول مرة من قبل ميزو-سوبرانو والروسية ييلزافيتا لافروسكايا في موسكو عام 1870، تبعها العرض الأول في سان بطرسبرغ في العام التالي خلال حفل تشايكوفسكي الذي استضافه نيكولاي روبنشتاين؛ كان هذا الأخير هو أول حفل مخصص بالكامل لأعمال تشايكوفسكي.

## النص
| ترجمة مي الروسية (ترجمة): Net, tol'ko tot, kto znal svidan'ja, zhazhdu, pojmjot, kak ja stradal i kak ja strazhdu. Gljazhu ja vdal'... net sil, tusknejet oko... Akh, kto menja ljubil i znal — daleko! Akh, tol'ko tot, kto znal svidan'ja zhazhdu, pojmjot, kak ja stradal i kak ja strazhdu. Vsja grud' gorit... Kto znal svidan'ja zhazhdu, pojmjot, kak ja stradal i kak ja strazhdu. | كلمات غوته الأصلية: Nur wer die Sehnsucht kennt Weiß, was ich leide! Allein und abgetrennt Von aller Freude, Seh ich ans Firmament Nach jener Seite. Ach! der mich liebt und kennt, Ist in der Weite. Es schwindelt mir, es brennt Mein Eingeweide. Nur wer die Sehnsucht kennt Weiß, was ich leide! | اللغة العربية: لا شيء سوى القلب الوحيد الذي يعلم حزني وحده وافترق بعيداً عن السعادة والفرح قوس السماء الذي لا حدود له أراه ينتشر فوقي يا لها من مسافة قريبة من يحبني لا شيء سوى القلب الوحيد الذي يستطيع أن يعلم حزني وحده وافترق بعيداً بعيداً عن السعادة والفرح فشلت حواسي اشتعلت حريقي التهمتني لا شيء سوى القلب الوحيد الذي يعلم حزني |